# Hilarij Vodopivec
Hilarij Vodopivec, slovenski pravnik in publicist,  * 16. marec 1868, Reka, † 13. maj 1930, Maribor.

## Življenje in delo
Vodopivec, sin učitelja F. Vodopivca in njegove žene Uršule (roj. Vegna), je študiral pravo v Gradcu in na Dunaju. Po končanem študiju je stopil v finančno službo ter služboval po raznih krajih Avstro-Ogrske. Leta 1920 je postal predstojnik odseka v generalnem ravnateljstvu neposrednih davkov v Beogradu in načelnik v finančnem minstrstvu vlade Kraljevine SHS. V Beogradu je ostal vse do upokojitve leta 1929. Za svoje delo je bil med drugim odlikovan z redom sv. Save 4. razreda in redom belega orla 5. razreda.
Pripravil je več zakonov, mdr. tudi Zakon o davkih na poslovni promet. Napisal je brošuro Kako si sam izračunam davek (1930, razširjena 1934) ter več člankov zlasti o neposrednih davkih in njihovi reformi. V italijanščino je prevedel Gregorčičevo pesem Soči. Ukvarjal se je tudi s tehničnimi poskusi, iznašel meridiansko uro in jo patentiral. Bil je podpornik dijaške mladine in raznih mladinskih organizacij. Med službovanjem v Beogradu je požrtvovalno interveniral v prid primorskih rojakov.